# Feel It Boy
Feel It Boy è un singolo del cantante giamaicano Beenie Man e della cantante statunitense Janet Jackson, pubblicato nel 2002 ed estratto dall'album Tropical Storm di Beenie Man.

## Tracce
- 12" (USA)

1. Feel It Boy (radio edit) – 3:22
2. Bossman (edit) – 4:05
3. Feel It Boy (instrumental) – 3:36
4. Bossman (instrumental) – 3:59

## Video
Il videoclip della canzone è stato diretto da Dave Meyers e girato su una spiaggia a Malibù in California. Janet Jackson appare vestita con un bikini e un pareo mentre danza in maniera sexy al fianco del cantante giamaicano.

## Classifiche
| Classifica (2002) | Posizione raggiunta |
| ----------------- | ------------------- |
| Australia         | 4                   |
| Belgio            | 4                   |
| Italia            | 24                  |
| Regno Unito       | 9                   |
| Stati Uniti       | 28                  |